# بی تپه ۱
بی تپه ۱ مربوط به سدهٔ ۵ تا ۱۳ ه.ق است و در شهرستان تاکستان، بخش ضیاء آباد، روستای شیرز واقع شده و این اثر در تاریخ ۲۲ مرداد ۱۳۸۴ با شمارهٔ ثبت ۱۳۲۹۷ به‌عنوان یکی از آثار ملی ایران به ثبت رسیده است.